# Lafayette McLaws

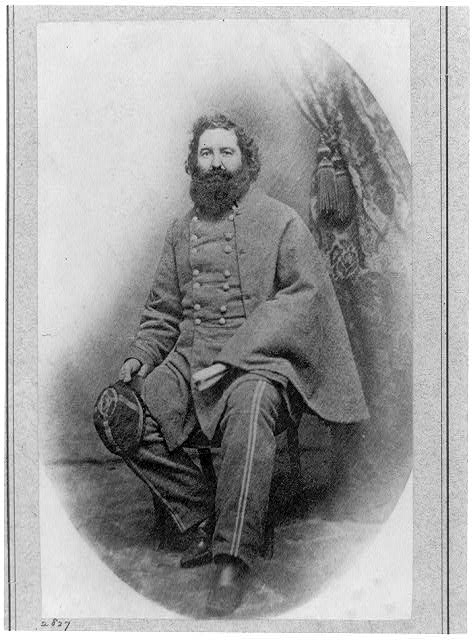
Generalmajor Lafayette McLaws

Lafayette McLaws (* 15. Januar 1821 in Augusta, Georgia; † 24. Juli 1897 in Savannah, Georgia) war Offizier des US-Heeres und General des konföderierten Heeres im Amerikanischen Bürgerkrieg.

## Leben bis 1861
McLaws wurde an der Militärakademie in West Point, New York zum Offizier ausgebildet. Die Ausbildung an der Akademie schloss er 1842 als 48. seines Jahrgangs ab und diente danach als Offizier in der Infanterie. Als solcher nahm er am Mexikanisch-Amerikanischen Krieg teil und war an der Unterdrückung des Aufstandes der Mormonen im Utah-Krieg beteiligt. Während seines Dienstes in Missouri heiratete er Emily Allison Taylor, eine Nichte des US-Präsidenten Zachary Taylor.

## Während des Sezessionskrieges
Bei Beginn des Sezessionskrieges 1861 quittierte er, im Range eines Hauptmanns stehend, seinen Dienst beim US-Heer und trat dem Heer der Konföderierten bei, wo er zunächst als Major diente. Er wurde in kurzer Zeit bis zum Generalmajor befördert und befehligte ab Mai 1862 in der Nord-Virginia-Armee eine Division im Korps von General James Longstreet, unter dessen Kommando er für die meiste Zeit des Krieges bleiben sollte.
Während des Maryland-Feldzugs 1862 trennte General Robert E. Lee McLaws’ Division vom Rest des Korps. Gemeinsam mit den Truppen General Thomas J. Jacksons war McLaws’ Division an der Schlacht um Harpers Ferry beteiligt. Von dort marschierte die Division nach Sharpsburg und griff in die Schlacht am Antietam ein. Lee war jedoch wegen der seiner Ansicht nach verspäteten Ankunft von McLaws’ Division auf dem Schlachtfeld enttäuscht. Bei der Schlacht von Fredericksburg verteidigte McLaws’ Division zusammen mit anderen eine Position auf den Marye’s Heights. Diesmal gelang es ihm, Lee mit einer großartigen Verteidigungsleistung zu überzeugen.
In der Schlacht bei Chancellorsville unterstand McLaws dem direkten Kommando Lees, da der Rest von Longstreets Korps in die Nähe von Suffolk abkommandiert war. Am 3. Mai 1863 beauftragte Lee McLaws’ Division damit, den Angriff des VI. Korps der Union aufzuhalten, das unter dem Kommando von General John Sedgwick die Nord-Virginia-Armee im Rücken angriff. McLaws erfüllte den Auftrag, konnte Lee indes erneut nicht zufriedenstellen, da dieser der Meinung war, McLaws habe nicht offensiv genug operiert und so Sedgwicks Korps über den Rappahannock entkommen lassen. Als Lee nach der Schlacht von Chancellorsville und dem Tod von „Stonewall“ Jackson eine Reorganisation seiner Truppen vornahm, überging er McLaws bei der Auswahl der beiden neu zu ernennenden Kommandierenden Generale, obwohl Longstreet eine Empfehlung für McLaws ausgesprochen hatte. Zur Enttäuschung McLaws’ und Longstreets besetzte Lee die beiden Posten mit Richard S. Ewell und A. P. Hill. Ein daraufhin von McLaws eingereichtes Versetzungsgesuch lehnte Lee ab.
In der Schlacht von Gettysburg griff McLaws’ Division am 2. Juli 1863 die linke Flanke der Potomac-Armee an. Dabei erzielte er große Erfolge an den „Wheatfield“ und „Peach Orchard“ genannten Geländeabschnitten, die allerdings mit hohen Verlusten erkauft wurden. Am nächsten Tag war McLaws’ Division nicht an dem von Longstreet auf Geheiß Lees durchgeführten Angriff auf das Zentrum der Unionstruppen ("Pickett’s Charge") beteiligt.
Als Teil von Longstreets Korps wurde auch McLaws’ Division nach der Schlacht von Gettysburg nach Tennessee entsandt, um dort die von General Braxton Bragg geführte Tennessee-Armee zu entlasten. McLaws’ Division erreichte das neue Einsatzgebiet jedoch zu spät, um noch an der Schlacht am Chickamauga und der Schlacht von Chattanooga teilnehmen zu können. Während des Knoxville-Feldzugs wurde McLaws von Longstreet, der McLaws wegen unzureichender Vorbereitung für den fehlgeschlagenen Angriff auf Fort Sanders verantwortlich machte, seines Kommandos enthoben. Ein Untersuchungsausschuss sprach McLaws aber von den meisten Anschuldigungen frei. Dennoch bedurfte es eines Eingreifens von Jefferson Davis, bevor McLaws, dessen Beziehung zu Longstreet jetzt unheilbar zerrüttet war, in sein Kommando zurückkehren konnte. Da weder Longstreet noch Lee weiter Verwendung für McLaws hatten, wurde er mit der Verteidigung von Savannah gegen die Unionsarmeen General William T. Shermans betraut. Es gelang McLaws allerdings nicht, Shermans Marsch zum Meer aufzuhalten. Am 26. April 1865 kapitulierte McLaws zusammen mit General Joseph E. Johnstons Truppen in North Carolina.

## Nach dem Sezessionskrieg
Nach dem Krieg arbeitete McLaws im Versicherungsgewerbe und als Postbeamter in Savannah. Zudem war er in Organisationen der konföderierten Veteranen engagiert. Trotz seiner vormaligen Differenzen mit General Longstreet verteidigte er diesen zunächst gegen verbale Angriffe General Jubal Earlys und anderer, die Longstreets Verhalten im Krieg kritisierten. Erst kurz vor seinem Tode ließ er selbst Zweifel am Verhalten General Longstreets bei der Schlacht von Gettysburg verlauten.
Lafayette McLaws starb am 24. Juli 1897 in Savannah und wurde dort auf dem Laurel Grove Friedhof beerdigt. Seine persönlichen Briefe aus der Zeit des Sezessionskrieges wurden nach seinem Tode unter dem Titel A Soldier’s General: The Civil War Letters of Major General Lafayette McLaws veröffentlicht.